# توميسلاف ستيبتش
توميسلاف ستيبتش (بالألمانية: Tomislav Stipić)‏ هو مدرب كرة قدم ولاعب كرة قدم ألماني، ولد في 1 أغسطس 1979 في توميسلافغراد في البوسنة والهرسك. لعب مع شتوتغارت كيكرز.

## وصلات خارجية
- توميسلاف ستيبتش على موقع قاعدة بيانات كرة القدم.إي يو (الإنجليزية)
- توميسلاف ستيبتش على موقع عالم كرة القدم.نت (الإنجليزية)